# Griep
Griep of influenza is een ziekte die wordt veroorzaakt door het influenzavirus. Dit  virus tast de luchtwegen aan. Veel mensen zeggen griep te hebben als ze in de winter of de herfst door een verkoudheidachtige ziekte met wat koorts worden getroffen, maar dan gaat het meestal om een veel voorkomend verkoudheidsvirus. Echte influenza leidt tot ernstigere symptomen en kan sterfte tot gevolg hebben.

## Aantal griepgevallen en mortaliteit

Doden door griep in de Verenigde Staten bij de verschillende leeftijdscategorieën in het seizoen 2018/2019. De Y-as gaat tot 1%.

Wereldwijd wordt jaarlijks 5 tot 10 procent van de populatie geïnfecteerd met influenza. Bij kinderen is dat percentage nog hoger, namelijk 20 tot 30%. Hiervan vertoont de meerderheid geen ernstig ziektebeeld of verloopt de ziekte zelfs asymptomatisch. Toch veroorzaakt de griep jaarlijks 3 tot 5 miljoen ernstige zieken en 290.000 tot 650.000 doden.

### In Nederland
Elk jaar krijgen ongeveer 820.000 Nederlanders griep. Tussen 2015 en 2020 overleden er gemiddeld per jaar in Nederland 6.443 personen direct of indirect aan griep. De aantallen variëren echter sterk van jaar tot jaar. Soms is er nauwelijks sprake van een meetbare oversterfte; in andere jaren kan het aantal overlijdensgevallen ten gevolge van een griepepidemie oplopen tot meer dan 9.000. In de periode van 2008 tot en met 2018 was er een geleidelijke toename zichtbaar in het jaarlijkse aantal doden tijdens de griepperiode. In de winter van 2019/2020 was het aantal gerapporteerde sterfgevallen lager, maar de resultaten zijn wellicht vertekend of beïnvloed door de vanaf maart intredende andere virusinfectie, door de coronacrisis. Door de maatregelen die genomen werden tegen de verspreiding van dit virus werd logischerwijze ook de verspreiding van het griepvirus afgeremd, aangezien de besmettingswijze van beide virussen overeenkomt.
Ook de lengte van de griepperiode varieert sterk. In 2014/2015 duurde de periode 21 weken, dat was de langste in de afgelopen 40 jaar. De griepepidemie van 2019/2020 was zeer kort en duurde slechts 3 weken.
Slachtoffers vallen vooral in de risicogroepen zoals ouderen (circa 90% van de sterfgevallen is 65 jaar of ouder) of personen met een chronische aandoening. In het eerste kwartaal van 2018 was de griepsterfte in Nederland uitzonderlijk hoog. Het Rijksinstituut voor Volksgezondheid en Milieu schatte het aantal extra sterfgevallen op 9.444, het hoogste aantal ooit.
| Griepseizoen | Aantal extra doden |
| ------------ | ------------------ |
| 2010/2011    | 400                |
| 2011/2012    | 600                |
| 2012/2013    | 6300               |
| 2013/2014    | 0                  |
| 2014/2015    | 8600               |
| 2015/2016    | 3900               |
| 2016/2017    | 7500               |
| 2017/2018    | 9400               |
| 2018/2019    | 2900               |
| 2019/2020    | 600                |

oversterfte door griep in afgelopen jaren

### In België
In België overleden volgens het Belgisch statistiekbureau Statbel in 2016 117 personen direct door griep. In 2015 en 2014 waren het er telkens 51. In 2013 147.

## Symptomen
Griep kan snel op komen zetten. Kenmerkende symptomen van griep zijn koorts, hoofdpijn, hoesten, keelpijn, spierpijn, verstopte neus, gevoel van zwakte en verlies van eetlust.

## Variatie in griepvirussen

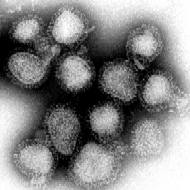
Influenzavirus

Influenza is een seizoensgebonden epidemische ziekte, die in gebieden met een gematigd klimaat tijdens de koudere maanden optreedt. In tropische en subtropische landen komen infecties gedurende het hele jaar voor, met een of twee keer per jaar een piek. Soms, met onregelmatige tussenpozen, is er een wereldwijde uitbraak, een grieppandemie. Analyse van het historisch bewijs toont aan dat de pandemieën optreden met tussenpozen van zo’n 10 tot 40 jaar. Bij mensen wordt griep veroorzaakt door de influenza type A- en B-virussen. Daarnaast zijn er nog type C-virussen, maar die veroorzaken een soort verkoudheid, voornamelijk bij kinderen. Type A veroorzaakt de meeste ziekte en sterfte.
Influenzavirussen worden ingedeeld op basis van een tweetal eiwitten aan hun oppervlak: hemagglutinine (HA of H) en neuraminidase (NA). Een zestiental HA-subtypen en negen NA-subtypen is bekend bij vogels. Bij mensen gaat het om drie verschillende HAs en twee NAs: HA1,2 en 3 en NA1 en 2. Voor griep bij mensen is vooral het HA eiwit van belang. Het HA zorgt ervoor dat het virus de cellen van geïnfecteerde personen kan binnendringen. De combinatie van het specifieke HA en NA geeft naam aan het subtype van het virus, bijvoorbeeld H1N1, H16N3 etc.
De HA- en NA-eiwitten veranderen voortdurend. Dit is het gevolg van de onbetrouwbaarheid van RNA-polymerases, de zogenaamde "antigene drift". Hierdoor verandert de aminozuurvolgorde van de HA- en NA-eiwitten; de functie van de eiwitten blijft onveranderd. Na het doormaken van een griep bouwt men afweer op tegen het betreffende subtype, maar door het continu veranderende virus is de opgebouwde immuniteit niet in staat de gevolgen van een infectie compleet teniet te doen. Een volgende infectie met dat subtype zal minder ernstig verlopen, en maakt het mogelijk om met slechts een dosis te vaccineren. Alleen bij kinderen van 6 maanden tot 6 jaar, die nooit een influenzavaccin hebben gehad, moet de vaccinatie na vier weken worden herhaald. De veranderingen in het virus zijn er tevens de oorzaak van dat jaarlijks nieuwe vaccins tegen het virus moeten worden ontwikkeld.

### Pandemisch virus
De voorwaarden voor het optreden van een pandemisch virus zijn een nieuw HA- (en mogelijk NA-) subtype, een grote groep mensen met een gebrek aan in de loop der jaren opgebouwde immuniteit en een virus dat efficiënt en aanhoudend van mens op mens kan overgaan.
Naast "antigene drift", is er ook een ander proces, genaamd “antigene shift”. Dit proces kan een virus dusdanig veranderen dat het een grieppandemie kan veroorzaken. Dit proces treedt op als een persoon (of dier) door twee verschillende virussen is geïnfecteerd. Het genetisch materiaal van de twee virussen wordt gemixt; dit staat bekend als horizontale genoverdracht. Het resulterende nieuwe virus is in staat onze afweer te omzeilen. De resulterende griep zal heftiger zijn en meer sterfte veroorzaken. Dit bleek dan ook uit analyse van de virussen die de pandemieën van 1957 en 1968 veroorzaakten. In deze virussen bevond zich genetisch materiaal van zowel een humaan- als een vogelgriepvirus. De gemixte virussen kunnen afkomstig zijn van virussen die endemisch zijn bij mensen, vogels of varkens. Varkens zijn van belang, omdat zij wellicht een tussenstation vormen voor vogelgriepvirussen, die via de varkens over kunnen gaan op de mens.
De vatbaarheid van de bevolking voor nieuwe varianten van het griepvirus verandert langzaam door het sterven van immune mensen en het geboren worden van mensen die nog niet immuun zijn.
Een succesvol virus moet, na het mixen van het genetisch materiaal van de twee virussen, van dier op mens kunnen overgaan en op mensen onderling. Benodigd hiervoor zijn de vorming van een nieuw PB-1-gen en het behoud van het genetisch materiaal, waardoor verspreiding tussen mensen onderling mogelijk is.

### Pandemieën
- In 1889 brak de Russische griep uit, deze eiste ongeveer een miljoen levens.
- Aan het einde van de Eerste Wereldoorlog in 1918 zijn miljoenen mensen aan de Spaanse griep overleden.
- In 1957 heeft de Aziatische griep en in 1968 de Hongkonggriep gewoed, waarbij in Nederland tienduizenden mensen stierven. Wereldwijd ging het om tussen een en vier miljoen doden.[17]
- De Mexicaanse griep was tussen 11 juni 2009 en augustus 2010 volgens de Wereldgezondheidsorganisatie (WHO) officieel een pandemie.

### Vogelgriep
In 1997 bleek een variant van het vogelgriepvirus, zoals dat bij pluimvee voorkomt, in Hongkong in staat over te springen van vogels op mensen. De zeventien personen die geïnfecteerd waren met dit virus in 1997 waren in contact geweest met besmet pluimvee. Vijf van hen overleden. Het betrof de variant influenza A/H5N1, die zich gedurende de volgende zeven jaar verspreidde over Zuidoost-Azië. In 2006 had het virus ook Europa, Afrika, het Midden-Oosten en India bereikt. De uitbraken van 2003 en 2004 in Azië, Thailand en Vietnam waren groter dan die van 1997. In oktober 2006 meldde de Wereldgezondheidsorganisatie dat in tien landen 256 personen waren geïnfecteerd, waarvan 59% overleed. De reden voor de plotselinge uitbraak is niet bekend. Waarschijnlijk hebben de toegenomen pluimveehouderij in Azië, evenals de slechte woonomstandigheden en contact met vogels, eraan bijgedragen. Analyse van het virus liet zien dat het grote genetische veranderingen had ondergaan. Dit agressieve virus werd ook aangetroffen bij trekvogels en het lijkt erop dat dit, evenals de toegenomen handel in pluimvee, bijdroeg aan de verspreiding van het virus. Alhoewel de meeste infecties met deze H5-virusvariant het gevolg waren van contact met pluimvee of pluimveeproducten, is er ook enig bewijs voor besmetting van mens op mens. In de landen waar het H5N1-virus in pluimvee werd aangetroffen, heeft men maatregelen getroffen om de uitbraak beperkt te houden en het virus uit te roeien. Het gaat daarbij om zaken als het slachten en vernietigen van pluimvee; vaccinatie en het beperken van het personenverkeer.

## Preventie
Vaccinatie tegen griep is mogelijk, maar door de snelheid waarmee het virus zich aanpast (door mutatie) moeten er elk jaar nieuwe vaccins worden ontwikkeld. De samenstelling van de nieuwe vaccins wordt gecoördineerd door de wereldgezondheidsorganisatie. De effectiviteit van een griepprik is van jaar tot jaar verschillend en wordt door het RIVM aangeraden voor:
- ouderen: personen van 60 jaar en ouder, ouderen die roken hebben een nog hogere kans op griep
- mensen die een hartinfarct gehad hebben, die hartklachten hebben (zoals hartritmestoornissen), of bepaalde hartoperaties hebben ondergaan.
- mensen met astma, COPD of longemfyseem.
- diabetespatiënten.
- leverpatiënten.
- in geval van nierziekte (niet nierstenen).
- mensen bij wie de milt is verwijderd of niet goed werkt.
- mensen die recent een beenmergtransplantatie hebben ondergaan.
- mensen die met hiv zijn geïnfecteerd.
- mensen met een verminderde afweer, bijvoorbeeld door bepaalde hematologische kankers, cytostatica of bestraling.
- kinderen die langdurig aspirine en aanverwante salicylaten gebruiken.
- verstandelijk beperkten die in een instelling verblijven.

De bescherming tegen griep ligt bij ongeveer 40%, de bescherming tegen ernstige ziekte wordt door het RIVM wel genoemd, maar niet gekwantificeerd.

#### Nederland
Deze personen krijgen meestal in oktober een uitnodiging van hun huisarts om de griepprik te komen halen.

## Diagnose
De diagnose griep wordt veelal op basis van de klinische symptomen en de voorgeschiedenis gesteld. Eventueel is het mogelijk aan de hand van een uitstrijkje neus- of keelslijmvlies het virus zelf op te sporen en de diagnose te bevestigen.

## Behandeling
Over het algemeen houden mensen geen restschade over aan het doormaken van de griep. Daarnaast is het meestal een 'self-limiting' infectie waar het immuunsysteem van het lichaam uiteindelijk zelf de oplossing voor vindt. Er is dus normaliter geen behandeling nodig, behalve dan uitzieken. In uitzonderingsgevallen kan het nodig zijn om toch te behandelen. Met name bij immuungecompromitteerde mensen, zoals patiënten die immuunsuppressiva slikken of patiënten met aids, kan het immuunsysteem niet opgewassen zijn tegen de infectie. Er kan dan behandeld worden met antivirale middelen.
Antivirale middelen:
- Amantadine
- Oseltamivir (merknaam Tamiflu)
- Rimantadine
- Zanamivir (merknaam Relenza)

Er bestaan voor griep ook alternatieve middelen, waarvan de werkzaamheid niet (of niet voldoende) is aangetoond. Van het voedingssupplement palmitoylethanolamide wordt gezegd dat het in een aantal dubbelblinde studies effectief bleek bij de behandeling van griep en verkoudheden. Kritiek op de studies is er ook: ze zouden slecht opgezet zijn en meestal te weinig deelnemers bevatten. Ook van een extract van zwarte vlier (Sambucus nigra) wordt beweerd dat het ter bestrijding van virale infecties, met name influenzavirussen gebruikt kan worden. Een vloeibaar extract van zwarte vlier blijkt in vitro een remmend effect te hebben op influenzavirussen die voor mensen ziekmakend zijn. Het Europees Geneesmiddelenbureau concludeert hierover in een voorlopig advies dat de bestaande onderzoeken, met respectievelijk 27 en 60 deelnemers, te klein zijn om bruikbare conclusies te kunnen trekken. Ze suggereren mogelijke effectiviteit ("indicate possible effectiveness"), maar er zijn meer studies nodig om de werkzaamheid als medicijn te kunnen bevestigen.